# Futbolista del año en la Unión Soviética
El premio al Futbolista del año en la Unión Soviética (del ruso: Футболист года в СССР, Futbolist goda v SSSR') fue un galardón otorgado al mejor jugador del año en la antigua Unión Soviética. Comenzó a otorgarse el título en 1964 y su última edición fue en 1991. El premio lo concede el periódico deportivo, Football.

## Palmarés
| Año  | Puesto | Jugador               | Club                  | Puntos |
| ---- | ------ | --------------------- | --------------------- | ------ |
| 1964 | 1º     | Valery Voronin        | Torpedo Moscú         | 186    |
| 1964 | 2º     | Valentin Ivanov       | Torpedo Moscú         | 85     |
| 1964 | 3º     | Slava Metreveli       | Dinamo Tbilisi        | 80     |
| 1965 | 1º     | Valery Voronin        | Torpedo Moscú         | ?      |
| 1965 | 2º     | Eduard Streltsov      | Torpedo Moscú         | ?      |
| 1966 | 1º     | Andriy Biba           | Dinamo de Kiev        | 94     |
| 1966 | 2º     | Lev Yashin            | Dynamo Moscú          | 75     |
| 1966 | 3º     | Albert Sesternéyov    | CSKA Moscú            | 75     |
| 1967 | 1º     | Eduard Streltsov      | Torpedo Moscú         | 155    |
| 1967 | 2º     | Murtaz Khurtsilava    | Dinamo Tbilisi        | 84     |
| 1967 | 3º     | Anatoliy Byshovets    | Dinamo de Kiev        | 31     |
| 1968 | 1º     | Eduard Streltsov      | Torpedo Moscú         | 206    |
| 1968 | 2º     | Murtaz Khurtsilava    | Dinamo Tbilisi        | 107    |
| 1968 | 3º     | Albert Sesternéyov    | CSKA Moscú            | 41     |
| 1969 | 1º     | Vladimir Muntyan      | Dinamo de Kiev        | 223    |
| 1969 | 2º     | Anzor Kavazashvili    | Spartak Moscú         | 170    |
| 1969 | 3º     | Albert Sesternéyov    | CSKA Moscú            | 76     |
| 1970 | 1º     | Albert Sesternéyov    | CSKA Moscú            | 298    |
| 1970 | 2º     | Vladimir Fedotov      | CSKA Moscú            | 159    |
| 1970 | 3º     | Víktor Bánnikov       | Dinamo de Kiev        | 73     |
| 1971 | 1º     | Evhen Rudakov         | Dinamo de Kiev        | 298    |
| 1971 | 2º     | Viktor Kolotov        | Dinamo de Kiev        | 200    |
| 1971 | 3º     | Eduard Markarov       | Ararat Yerevan        | 61     |
| 1972 | 1º     | Yevgeny Lovchev       | Spartak Moscú         | 188    |
| 1972 | 2º     | Evhen Rudakov         | Dinamo de Kiev        | 156    |
| 1972 | 3º     | Murtaz Khurtsilava    | Dinamo Tbilisi        | 140    |
| 1973 | 1º     | Oleg Blokhin          | Dinamo de Kiev        | 207    |
| 1973 | 2º     | Arkady Andriasyan     | Ararat Yerevan        | 156    |
| 1973 | 3º     | Vladimir Pilguy       | Dynamo Moscú          | 82     |
| 1974 | 1º     | Oleg Blokhin          | Dinamo de Kiev        | 236    |
| 1974 | 2º     | Vladimir Veremeev     | Dinamo de Kiev        | 62     |
| 1974 | 3º     | Aleksandr Prokhorov   | Spartak Moscú         | 60     |
| 1975 | 1º     | Oleg Blokhin          | Dinamo de Kiev        | 362    |
| 1975 | 2º     | Vladimir Veremeev     | Dinamo de Kiev        | 108    |
| 1975 | 3º     | Yevgeni Lovchev       | Spartak Moscú         | 99     |
| 1976 | 1º     | Vladimir Astapovskiy  | CSKA Moscú            | 256    |
| 1976 | 2º     | David Kipiani         | Dinamo Tbilisi        | 136    |
| 1976 | 3º     | Oleg Blokhin          | Dinamo de Kiev        | 116    |
| 1977 | 1º     | David Kipiani         | Dinamo Tbilisi        | 323    |
| 1977 | 2º     | Oleg Blojín           | Dinamo de Kiev        | 198    |
| 1977 | 3º     | Yuriy Degtyarev       | Shakhter Donetsk      | 171    |
| 1978 | 1º     | Ramaz Shengelia       | Dinamo Tbilisi        | 235    |
| 1978 | 2º     | Oleg Blojín           | Dinamo de Kiev        | 156    |
| 1978 | 3º     | Georgi Yartsev        | Spartak Moscú         | 135    |
| 1979 | 1º     | Vitaly Starukhin      | Shakhter Donetsk      | 248    |
| 1979 | 2º     | Vagiz Khidiyatullin   | Spartak Moscú         | 175    |
| 1979 | 3º     | Yuri Gavrilov         | Spartak Moscú         | 172    |
| 1980 | 1º     | Aleksandr Chivadze    | Dinamo Tbilisi        | 259    |
| 1980 | 2º     | Oleg Blojín           | Dinamo de Kiev        | 187    |
| 1980 | 3º     | Vagiz Khidiyatullin   | Spartak Moscú         | 103    |
| 1981 | 1º     | Ramaz Shengelia       | Dinamo Tbilisi        | 360    |
| 1981 | 2º     | Oleg Blojín           | Dinamo de Kiev        | 217    |
| 1981 | 3º     | Leonid Buryak         | Dinamo de Kiev        | 112    |
| 1982 | 1º     | Rinat Dasaev          | Spartak Moscú         | 400    |
| 1982 | 2º     | Anatoliy Demyanenko   | Dinamo de Kiev        | 120    |
| 1982 | 3º     | Andrey Yakubik        | Pakhtakor Tashkent    | 117    |
| 1983 | 1º     | Fyodor Cherenkov      | Spartak Moscú         | 442    |
| 1983 | 2º     | Rinat Dasaev          | Spartak Moscú         | 181    |
| 1983 | 3º     | Aleksandr Chivadze    | Dinamo Tbilisi        | 91     |
| 1984 | 1º     | Hennadiy Litovchenko  | Dnipro Dnipropetrovsk | 397    |
| 1984 | 2º     | Mikhail Biryukov      | FC Zenit Leningrado   | 222    |
| 1984 | 3º     | Yuri Gavrilov         | Spartak Moscú         | 75     |
| 1985 | 1º     | Anatoliy Demyanenko   | Dinamo de Kiev        | 409    |
| 1985 | 2º     | Oleg Protasov         | Dnipro Dnipropetrovsk | 393    |
| 1985 | 3º     | Fyodor Cherenkov      | Spartak Moscú         | 306    |
| 1986 | 1º     | Aleksandr Zavarov     | Dinamo de Kiev        | 357    |
| 1986 | 2º     | Igor Belánov          | Dinamo de Kiev        | 313    |
| 1986 | 3º     | Oleg Blojín           | Dinamo de Kiev        | 81     |
| 1987 | 1º     | Oleg Protasov         | Dnipro Dnipropetrovsk | 256    |
| 1987 | 2º     | Alexei Mijailichenko  | Dinamo de Kiev        | 144    |
| 1987 | 3º     | Rinat Dasáyev         | Spartak Moscú         | 120    |
| 1988 | 1º     | Alexei Mikhailichenko | Dinamo de Kiev        | 482    |
| 1988 | 2º     | Rinat Dasáyev         | Spartak Moscú         | 109    |
| 1988 | 3º     | Fyodor Cherenkov      | Spartak Moscú         | 81     |
| 1989 | 1º     | Fyodor Cherenkov      | Spartak Moscú         | 345    |
| 1989 | 2º     | Stanislav Cherchésov  | Spartak Moscú         | 172    |
| 1989 | 3º     | Vladimir Bessonov     | Dinamo de Kiev        | 164    |
| 1990 | 1º     | Igor Dobrovolski      | Dynamo Moscú          | 259    |
| 1990 | 2º     | Serguéi Yuran         | Dinamo de Kiev        | 115    |
| 1990 | 3º     | Aleksandr Mostovói    | Spartak Moscú         | 68     |
| 1991 | 1º     | Igor Kolyvanov        | Dynamo Moscú          | 229    |
| 1991 | 2º     | Aleksandr Mostovói    | Spartak Moscú         | 153    |
| 1991 | 3º     | Ígor Korneyév         | CSKA Moscú            | 148    |

## Más victorias por club
| Club                  | Victorias | Años                                                 |
| --------------------- | --------- | ---------------------------------------------------- |
| Dinamo de Kiev        | 9         | 1966, 1969, 1971, 1973, 1974, 1975, 1985, 1986, 1988 |
| Dinamo Tbilisi        | 4         | 1977, 1978, 1980, 1981                               |
| Spartak Moscú         | 4         | 1972, 1982, 1983, 1989                               |
| Torpedo Moscú         | 4         | 1964, 1965, 1967, 1968                               |
| CSKA Moscú            | 2         | 1970, 1976                                           |
| Dnipro Dnipropetrovsk | 2         | 1984, 1987                                           |
| FC Dynamo Moscú       | 2         | 1990, 1991                                           |
| Shakhter Donetsk      | 1         | 1979                                                 |

## Más victorias por jugador
| Nombre           | Victorias | Años             |
| ---------------- | --------- | ---------------- |
| Oleg Blokhin     | 3         | 1973, 1974, 1975 |
| Fyodor Cherenkov | 2         | 1983, 1989       |
| Eduard Streltsov | 2         | 1967, 1968       |
| Valery Voronin   | 2         | 1964, 1965       |